# Myxobolus subtecalis
Myxobolus subtecalis is een microscopische parasiet uit de familie Myxobolidae. Myxobolus subtecalis werd in 1938 beschreven door Bond. 